# Román de Laá y Rute
Román de Laá y Rute (Málaga, 1841 – Madrid, 1928) fue un político, periodista y funcionario público español, militante del Partido Liberal, que desempeñó diversos cargos de relevancia en la administración pública y la política durante la Restauración. Fue hermano de Guillermo de Laá y Rute.

## Biografía
Nacido en Málaga en 1841, hijo de Antonio de Laá y Ortega y Antonia de Rute y Belluga, mostró desde joven interés por la política y el periodismo.
Fue concejal del Ayuntamiento de Madrid y representante de los tenedores de la deuda interior y exterior de España en la Junta creada por la ley de arreglo de la deuda, además de formar parte de la Comisión inspectora de la deuda nombrada por los Cuerpos Colegisladores.
Fue elegido diputado por la circunscripción de Málaga en los distritos de Torrox (1881–1884) y Málaga (1886–1890), centrando su actividad parlamentaria en temas económicos y financieros.
Desempeñó el cargo de gobernador civil de la provincia de Baleares desde el 23 de noviembre de 1898 hasta el 21 de marzo de 1899, fecha en la que presentó su dimisión.
Además, fue director de la publicación "El Cronista Industrial", medio especializado en temas económicos e industriales.

## Reconocimientos y condecoraciones
- Encomienda de la Orden de Carlos III (12 de mayo de 1869)[6]

## Familia y genealogía
Román de Laá y Rute pertenecía a una familia con fuerte tradición en la administración pública y la política durante el siglo XIX. Su hermano Guillermo de Laá y Rute también desempeñó cargos de relevancia en la administración pública y la política, siendo cercano al presidente Práxedes Mateo Sagasta.
La familia Laá y Rute ha tenido históricamente un papel destacado en la sociedad española, y sus registros genealógicos se conservan en diversas fuentes familiares y archivos históricos.

## Galería de imágenes

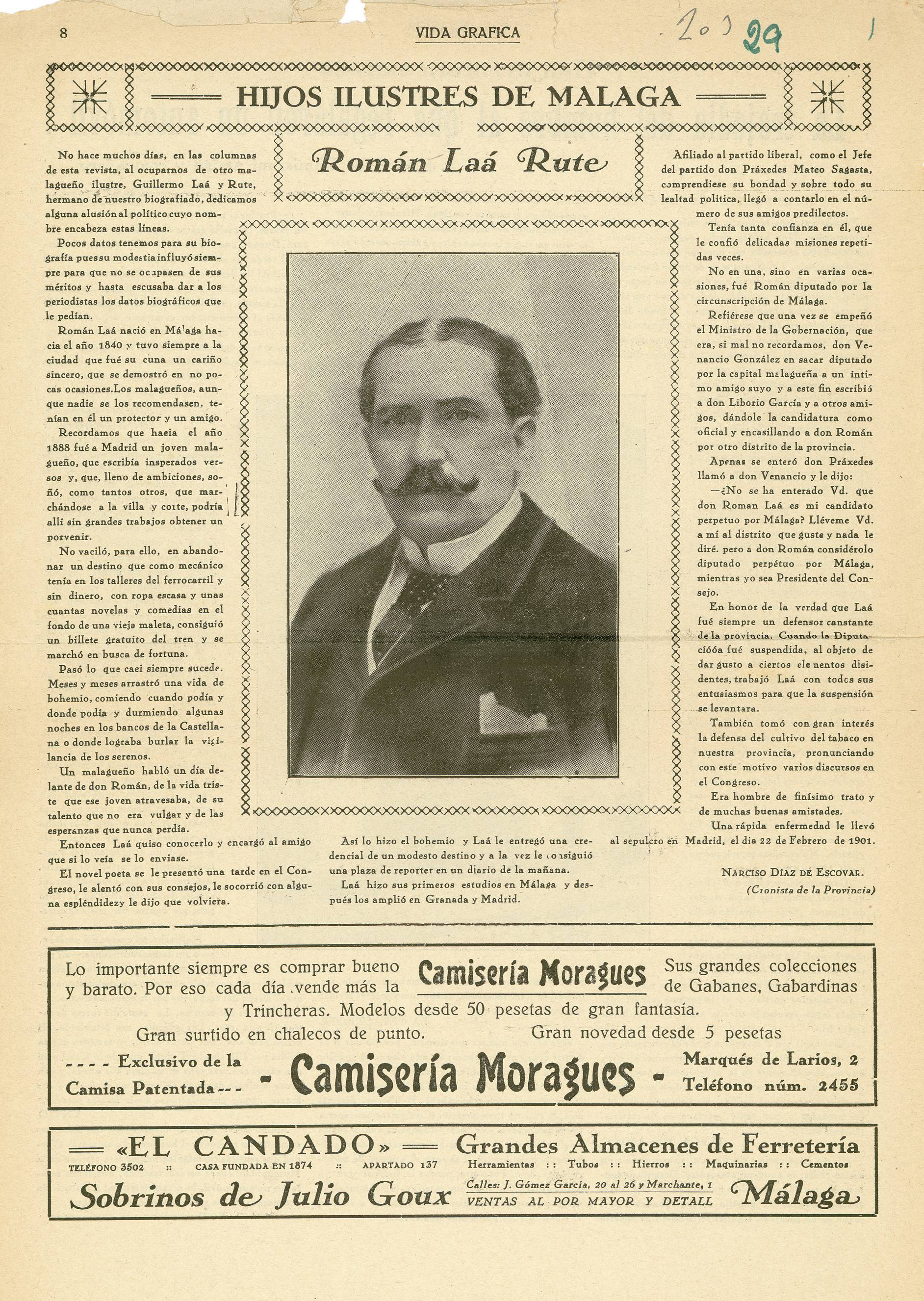
Reportaje en Vida Gráfica sobre Román de Laá y Rute
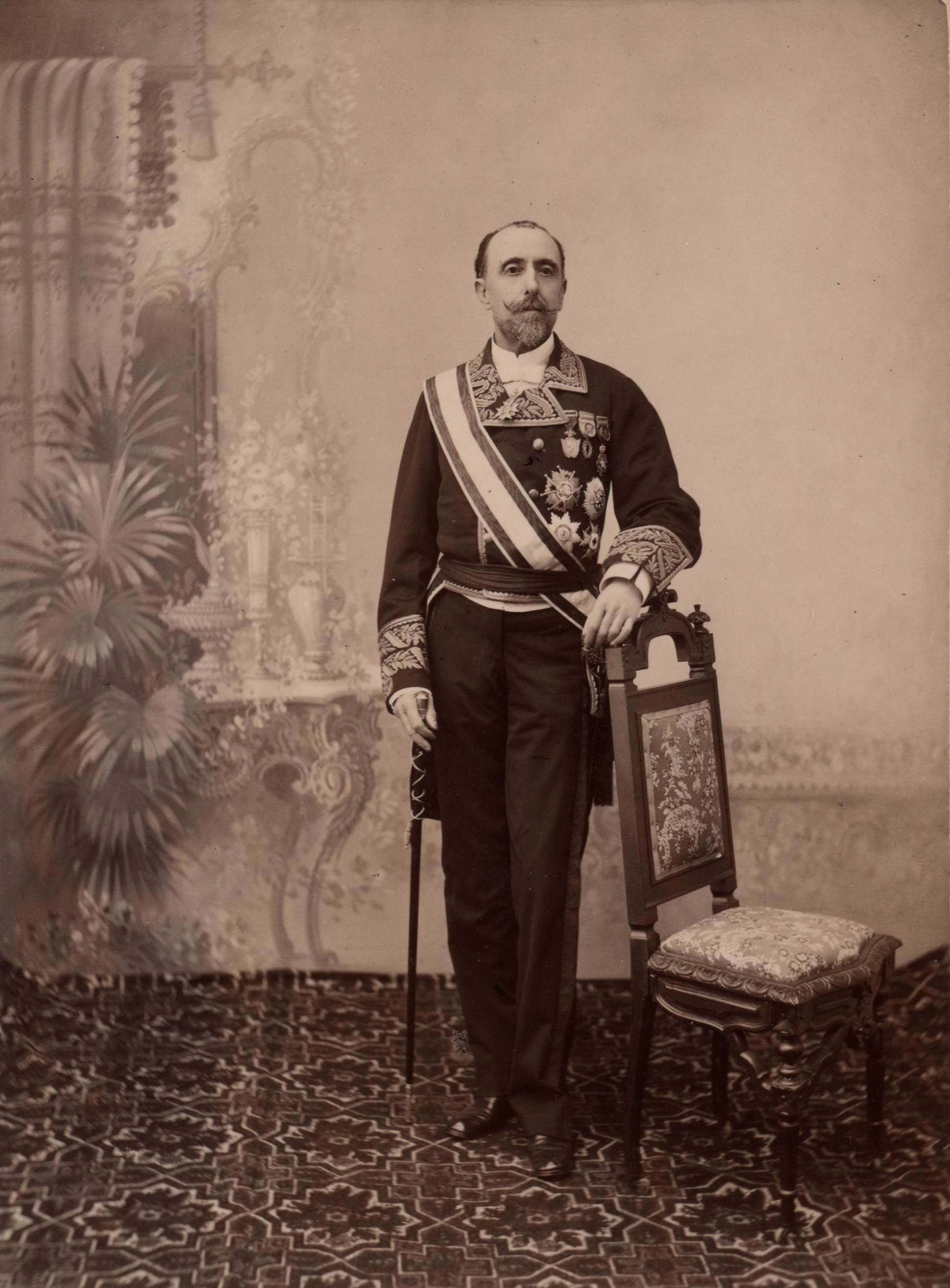
Su hermano Guillermo de Laá y Rute
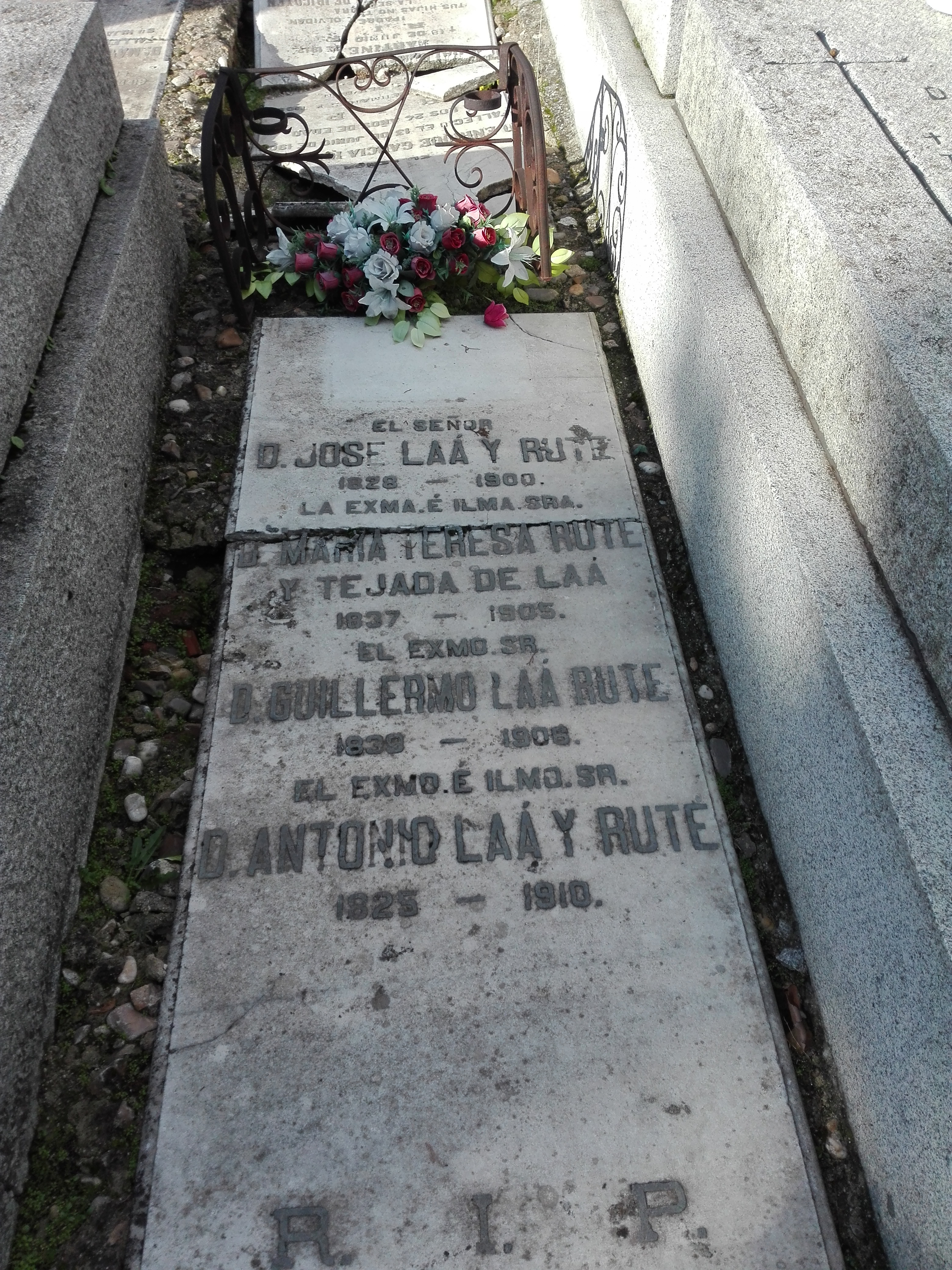
Lápida de la familia Laá y Rute
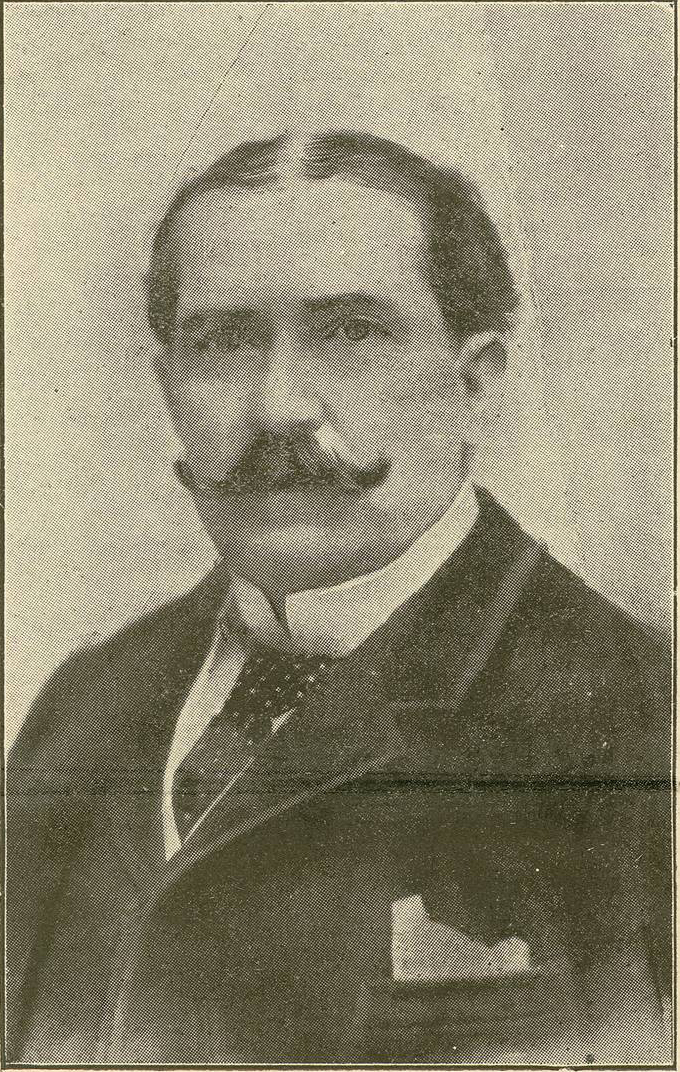
Retrato fotográfico de Román de Laá y Rute
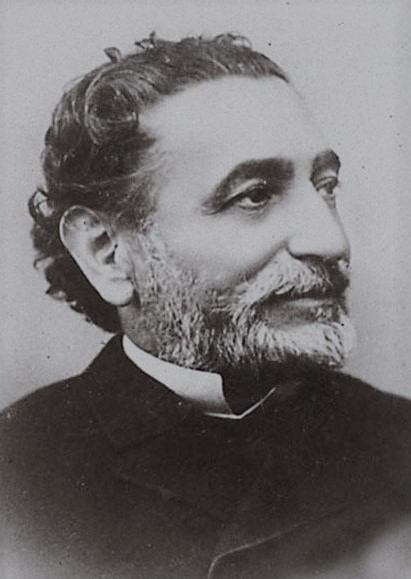
Práxedes Mateo Sagasta, presidente del Consejo de Ministros